# Simfonia núm. 0 (Schnittke)
La Simfonia núm. 0 del compositor rus Alfred Schnittke va ser composta el 1956–1957 mentre era estudiant al Conservatori de Moscou. Va ser interpretada per primera vegada l'any 1957 per l'Orquestra Simfònica del Conservatori de Moscou dirigida per Algis Zhiuratis. A l'estrena van estar presents Dmitri Xostakóvitx i Dmitri Kabalevski.
La simfonia està escrita per a una orquestra de:
3 flautes (tercera doblant flautí), 2 oboès (segon corn anglès), 3 clarinets, 2 fagots, 4 trompes, 3 trompetes, 3 trombons, tuba, percussió, clavicèmbal, piano i cordes.
Els moviments són els següents:
1. Allegro ma non troppo
2. Allegro vivace
3. Andante
4. Allegro

La durada és d'aproximadament 40 minuts.
L'estil compositiu s'ha comparat amb el de Nikolai Miaskovski, que va ser el professor de composició del professor de Schnittke Ievgueni Gólubev, i amb el de Xostakóvitx, Paul Hindemith i Carl Orff.
A part de l'ús innovador del clavicèmbal a l'orquestra, que s'havia de convertir en una signatura de la música posterior de Schnittke, la simfonia ha estat criticada per la seva falta d'originalitat, inclosa la "imitació" de Xostakóvitx i els "gestos prestats".

## Enregistraments
La simfonia ha estat gravada per l'⁣Orquestra Filharmònica de Cape Town dirigida per Owain Arwel Hughes per al segell discogràfic BIS.